# Łęczyca
Łęczyca là một thị trấn thuộc huyện Łęczycki, tỉnh Łódźkie ở trung tâm Ba Lan. Thị trấn có diện tích 9 km². Đến ngày 1 tháng 1 năm 2011, dân số của thị trấn là 15113 người và mật độ 1689 người/km².